# Medalla por Mérito en Guerra
La Medalla por Mérito en Guerra (en alemán: Medaille für Verdienst im Kriege) fue una condecoración militar del Ducado de Sajonia-Meiningen, establecida durante la I Guerra Mundial el 7 de marzo de 1915 por Bernardo III, Duque de Sajonia-Meiningen. Para oficiales, existía la Cruz por Mérito en la Guerra, mientras que la Medalla era para personal alistado.

## Criterio
La medalla era concedida a personal alistado y algunos oficiales por actos de mérito militar (tanto combatientes como no-combatientes), a todos los miembros del Ejército Imperial Alemán, pero especialmente a aquellos que servían en regimientos afiliados a Sajonia-Meiningen. Estos incluían el 32.º y el 95.º Regimientos de Infantería.

## Descripción
En frente, la medalla tenía una corona de hojas de roble en el margen, unida por cintas cruzadas. En el centro había una cruz curvada con un redondel en el centro con la letra "B". Entre los brazos de la cruz había tres hojas que sobresalían del centro. En el reverso, había un escudo en el centro, con el escudo de armas sajón estilizado con tiras cruzadas y una cresta de diamante oblicua. Entre los brazos de la cruz, sobresalían tres hojas. Entre el centro y el borde había la inscripción circular: FUR VERDIENST IM KREIGE 1914/15.
El fabricante de la medalla era AWES (A. Werner & Söhne) en Berlín. Lauer de Núremberg se hizo cargo de la producción del metal de guerra.